# Алтуна (Канзас)
Алтуна (англ. Altoona) — місто (англ. city) в США, в окрузі Вілсон штату Канзас. Населення — 354 особи (2020).

## Географія
Алтуна розташована за координатами 37°31′28″ пн. ш. 95°39′41″ зх. д. / 37.52444° пн. ш. 95.66139° зх. д. (37.524517, -95.661498).  За даними Бюро перепису населення США в 2010 році місто мало площу 1,43 км², з яких 1,42 км² — суходіл та 0,01 км² — водойми.

## Демографія
Згідно з переписом 2010 року, у місті мешкало 414 осіб у 165 домогосподарствах у складі 111 родини. Густота населення становила 291 особа/км².  Було 194 помешкання (136/км²).
Расовий склад населення:
| - 95,2 % — білих - 1,2 % — корінних американців |

До двох чи більше рас належало 3,6 %. Частка іспаномовних становила 2,9 % від усіх жителів.
За віковим діапазоном населення розподілялося таким чином: 27,5 % — особи молодші 18 років, 57,3 % — особи у віці 18—64 років, 15,2 % — особи у віці 65 років та старші. Медіана віку мешканця становила 37,6 року. На 100 осіб жіночої статі у місті припадало 89,9 чоловіків;  на 100 жінок у віці від 18 років та старших — 93,5 чоловіків також старших 18 років.
Середній дохід на одне домашнє господарство  становив 36 709 доларів США (медіана — 35 250), а середній дохід на одну сім'ю — 40 894 долари (медіана — 38 068). Медіана доходів становила 34 167 доларів для чоловіків та 26 250 доларів для жінок. За межею бідності перебувало 19,4 % осіб, у тому числі 27,0 % дітей у віці до 18 років та 14,5 % осіб у віці 65 років та старших.
Цивільне працевлаштоване населення становило 167 осіб. Основні галузі зайнятості: освіта, охорона здоров'я та соціальна допомога — 32,3 %, виробництво — 18,0 %, роздрібна торгівля — 9,6 %, транспорт — 7,2 %.